# Оксалатная нефропатия
Оксалатная нефропатия — поражение почек, обусловленное нарушением обмена веществ и отложением в почках и других внутренних органах солей щавелевой кислоты. Является следствием гипероксалурии.
Первичная гипероксалурия (лат. hyperoxaluria), или оксалоз, — редкое наследственное заболевание, возникающее у детей в возрасте 1—4 лет.
Рецессивная ферментопатия, летальный дефект обмена, вызванный недостаточностью ферментов, принимающих участие в обмене глиоксиловой кислоты (CHO-COOH).
Первичная гипероксалурия представляет два заболевания, наследуемых по аутосомно-рецессивному типу:
- 1-й тип обусловлен дефицитом пероксисомального фермента аланин:гликоксилат-аминотрансферазы.
- 2-й тип: отсутствие цитоплазматического фермента гликоксилатредуктазы.

Первичная гипероксалурия характеризуется накоплением в организме избыточных количеств щавелевой кислоты, которая поступает в кровь и выводится через почки с мочой, где её концентрация достигает высокого уровня. В условиях физиологических значений pH в почках щавелевая кислота соединяется с кальцием, образуя нерастворимую соль, кристаллы которой постепенно откладываются в почечной ткани, это в конечном счёте приводит к развитию почечной недостаточности.

## Лечение и профилактика
В 2023 г. был одобрен недосиран.